# Spinther japonicus
Spinther japonicus är en ringmaskart som beskrevs av Imajima och Hartman 1964. Spinther japonicus ingår i släktet Spinther och familjen Spintheridae. Inga underarter finns listade i Catalogue of Life.